# Laophonte macani
Laophonte macani är en kräftdjursart som beskrevs av Sewell 1940. Laophonte macani ingår i släktet Laophonte och familjen Laophontidae. Inga underarter finns listade i Catalogue of Life.